# Bošnjaci (vojska)
Bošnjaci su bili elitna, laka pruska kavalerija, osnovana u osamnaestom stoljeću (oko 1745.).
Naziv vojske je dobila po Bošnjacima, zbog toga što je sastavljena od pukova u kojima su bili regrutirani Bošnjaci. Vojska je često obavljala funkcije žandarmerije, kao što je vojna policija u modernim vojskama. Vremenom, Bošnjačka vojska bila je popunjavana i predstavnicima drugih naroda.
Vojnici Bošnjačke vojske nosili su prepoznatljive, visoke krznene kape ukrašene kikama i užadima, na kojima su bili amblemi županije u kojoj su služili. Kao oružje koristili su svoje sablje i koplja, kao i njihove kolege u carskoj vojsci − Kozaci.
Prvi put su ratovali za vrijeme Sedmogodišnjeg rata u broju od oko 1.000 ljudi, a kasnije i za vrijeme rata zbog bavarske sukcesije, kao i u Kościuszkovom ustanku 1796. godine.